# Ka Tū-waewae-o-Tū
Ka Tū-waewae-o-Tū (anglicky Secretary Island) se nachází na jihozápadě Nového Zélandu v národním parku Fiordland. Má rozlohu 8140 hekatrů. Nachází se severně od fjordu Doubtful Sound a jižně od fjordu Te Awa-o-Tū / Thompson Sound, západní strana směřuje k Tasmanovu moři.
Nejvyšší bod ostrova má nadmořskou výšku 1196 m, což z něj činí třetí nejvyšší ostrov Nového Zélandu. Jako na jednom z mála pobřežních novozélandský ostrovů se na něm nikdy nevyskytovali hlodavci. Díky absenci potkanů, krys a myší je ostrov důležitou přirozenou rezervací pro některé endemické bezobralté živočichy jako jsou wety, brouky Hadramphus tuberculatus nebo pavouky Porrhothele antipodiana. Ostrov funguje jako přirozená „otevřená” rezervace a pro vstup na ostrov se nevyžaduje povolení.